# Рудник (Отвоцький повіт)
Рудник (пол. Rudnik) — село в Польщі, у гміні Осецьк Отвоцького повіту Мазовецького воєводства.
Населення — 141 особа (2011).
У 1975-1998 роках село належало до Седлецького воєводства.

## Демографія
Демографічна структура станом на 31 березня 2011 року:
|          | Загалом | Допрацездатний вік | Працездатний вік | Постпрацездатний вік |
| -------- | ------- | ------------------ | ---------------- | -------------------- |
| Чоловіки | 68      | 10                 | 45               | 13                   |
| Жінки    | 73      | 21                 | 27               | 25                   |
| Разом    | 141     | 31                 | 72               | 38                   |